# Gnojnice

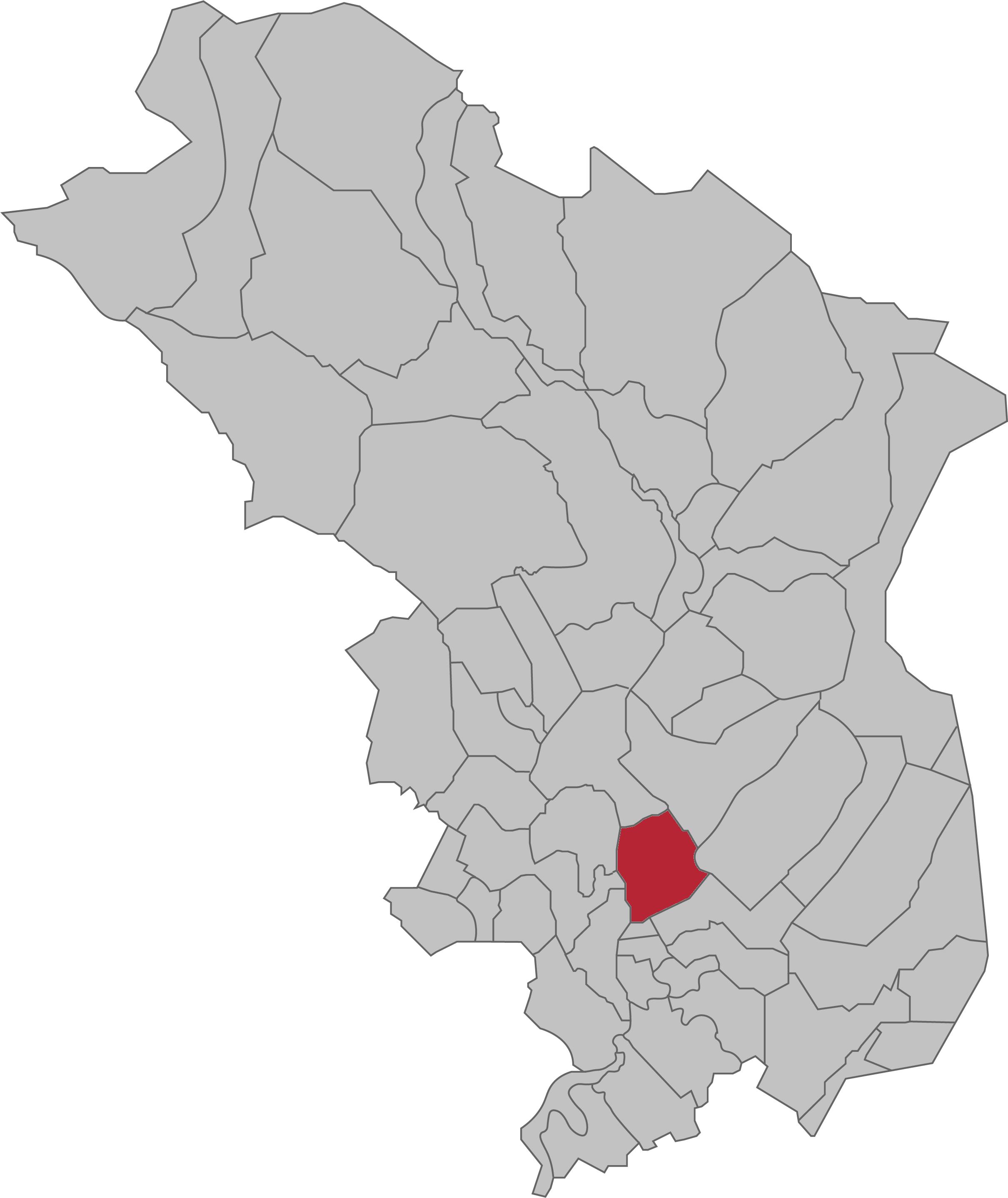
Die Lage von Gnojnice innerhalb der Stadtgrenzen von Mostar

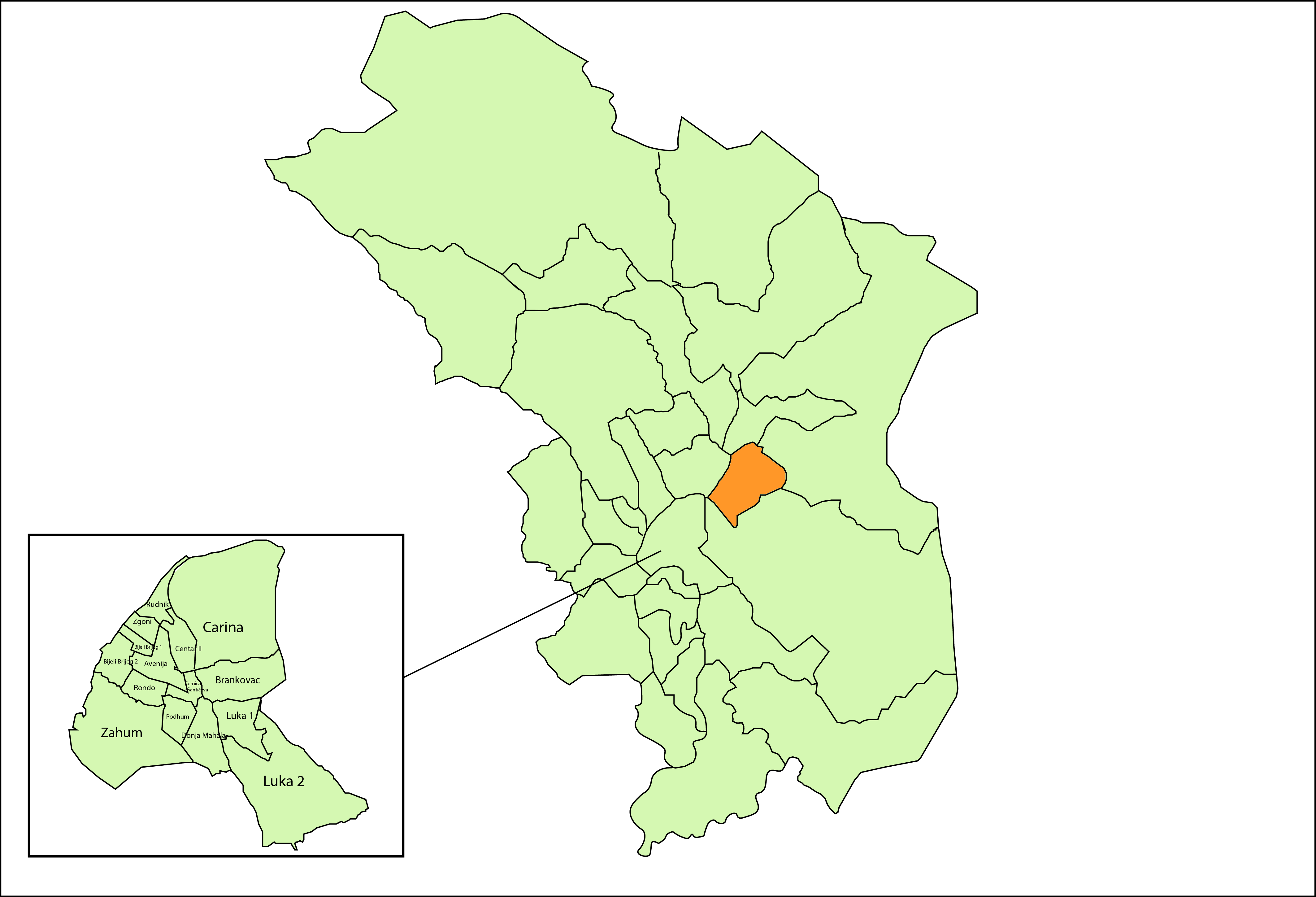
Die Mjesna zajednica Gnojnice

Gnojnice ist ein Ort in Bosnien und Herzegowina. Es handelt sich um einen südlichen Vorort von Mostar, zu dessen Gemeindegebiet Gnojnice gehört. Der größere Teil der Siedlung gehört zum Stadtgebiet Südost (bosn. Gradsko područje Jugoistok), ein kleinerer ist Teil des Stadtgebietes Südwest (bosn. Gradsko područje Jugozapad).
Nach dem bosnisch-herzegowinischen Zensus von 2013 hat Gnojnice 3637 Einwohner. Über die Magistralstraße M17 ist der Ort mit dem Sieben Kilometer entfernten Stadtgebiet und den anderen Vororten verbunden. Nach Nordosten hin besteht eine Grenze zu Gornje Gnojnice, mit dem Podveležje im Südosten, mit Dračevice und Ortiješ im Süden, während die Neretva die Grenze zu Rodoč, Jasenica und Bačevići im Westen bildet.
Dieser Teil der Region um Mostar ist bekannt für seine Weinfelder, auch der Flughafen der Stadt befindet sich in Gnojnice.

## Geographie
Gnojnice befindet sich im Bišće polje, wie auch die meisten der anderen südlichen Vororte von Mostar. Das Bišće polje ist einer der drei Talkessel (das Bijelo Polje im Norden, der Talkessel von Mostar und das Bišće polje im Süden) die das Gebiet der Stadt und seiner Umgebung bilden. In diesem Teil des Stadtgebiets dominiert flaches, fruchtbares Land.
Geographisch erstreckt sich der Ort vom östlichen Ufer der Neretva bis zum Beginn des Podveležje-Gebirges. Auf der anderen Seite des Flusses befinden sich – von Nord nach Süd – die Ortschaften Rodoč, Jasenica und Bačevići. Südlich sind Dračevice und Ortiješ gelegen, östlich Gornje Gnojnice und das Podveležje, während nördlich die Stadtviertel Opine und Luka an Gnojnice grenzen.
Der Ort selbst besteht aus den Teilen Gnojnice, Kadijevići, Kočine, Gorica und Masline.

## Geschichte
In Gnojnice sind viele Spuren der Römerzeit auffindbar, zu den bekanntesten gehört ein Bewässerungssystem. Es besteht aus unterirdischen Kanälen, mit dem Wasser aus drei verschiedenen Quellen in die verschiedenen Bereiche von Gnojnice geleitet wird.
Wichtig zu erwähnen ist auch der Zeitraum der österreichisch-ungarischen Herrschaft über Bosnien, welcher in Gnojnice vor allem für den Weinbau viele Entwicklungen mit sich brachte. Hier wurde 1886. die erste Weinbergstation Herzegowinas eröffnet. Es kam auch sonst zu einem großen Investitionszyklus in den Weinanbau, welcher auch von einer höheren Bildung begleitet wurde – viele Winzer schickten ihre Kinder in andere Teile der Habsburgermonarchie um ihr Wissen über den Weinanbau zu erweitern. Vor allem die Weinanbauschule in Klosterneuburg bei Wien ist hier zu nennen. Langfristig kam es zu einer Qualitätssteigerung des herzegowinischen Weins. Die Produkte aus Gnojnice, aber auch aus Lastva (einem Ort bei Trebinje im äußersten Süden der Herzegowina) wurden bald auch auf Adelsresidenzen getrunken, was den dortigen Weinfeldern unter der Bevölkerung den Beinamen „Kaiserlich“ bescherte.
Nach dem Ende der Habsburgermonarchie wurde Gnojnice, wie ganz Bosnien, Teil des Königreichs Jugoslawien. 1935. baute die Königliche Luftwaffe für eigene Zwecke in diesem Teil der Region um Mostar eine Flugpiste, welcher sich dann über die nächsten Jahrzehnte langsam zum offiziellen Flughafen von Mostar entwickelte. Nach dem Zweiten Weltkrieg, in der Periode des nun sozialistischen Jugoslawiens, war die Piste vor allem vom neugegründeten Militärflugeughersteller Soko genutzt worden. In Rodoč, auf der anderen Seite der Neretva gelegen, stellte er den idealen Ort zum Testen neuer Produkte dar. Später erweiterte die Jugoslawische Volksarmee ihren Stützpunkt, 1971. wurde die Untergrund-Militärbasis „Buna“ hier eröffnet. Schließlich wurde der Flughafen auch für den zivilen Flugverkehr freigegeben, zunächst für Binnenflüge, und dann im Zuge der Olympischen Winterspiele in Sarajevo von 1984 auch für den internationalen Luftverkehr. Während des Bosnienkrieges war er insofern von Bedeutung, als dass auf seiner Piste die Frontlinie zwischen den verfeindeten Truppen der bosnischen Kroaten und der Staatsarmee Bosniens verlief. Er wurde, wenn überhaupt, von Friedensmissionen genutzt, und 1998. wieder an die bosnischen Behörden übergeben.
Die Geschichte von Gnojnice während des sozialistischen Jugoslawiens war auch eng mit dem Unternehmen Hepok (Abkürzung für Herzegowinisches landwirtschaftliches Kombinat auf Bosnisch) verbunden. 1956. gegründet, befand sich hier sein Sitz und seiner Produktionsstätten, darunter die damals modernste Weinfabrik des Balkans. Es wurden viele neue Weinfelder errichtet, die bis heute das Panorama des Ortes bilden. Hepok ist eine der wenigen großen Mostarer Firmen aus der Zeit des sozialistischen Jugoslawiens, die die Zeit der wirtschaftlichen Transition überstanden haben, das Unternehmen ist heute in privater Hand.
Während des Krieges in Bosnien und Herzegowina (1992–1995) war dieser Teil des Gebietes um Mostar sehr umkämpft.
Im April 1992. gelingt es der Jugoslawischen Volksarmee (JNA), Gnojnice zu erobern, welches wegen des dortigen Flughafens und der Möglichkeit der Kontrolle über den südlichen Zugang zur Stadt (durch Gnojnice verläuft die Straße Richtung südlicher Herzegowina und Kroatien) von immenser strategischer Bedeutung ist. Später wird die JNA ihre Positionen an die Streitkräfte der separatistischen Serben Bosniens, der Armee der Republika Srpska (VRS) übergeben. Daneben wurden auch kontrollierte Gebiete im Bijelo Polje und der Podveležje-Region übergeben, wodurch die bosnischen Serben die Kontrolle über die nördlichen, östlichen und südlichen Zugänge zur Stadt erlangten.

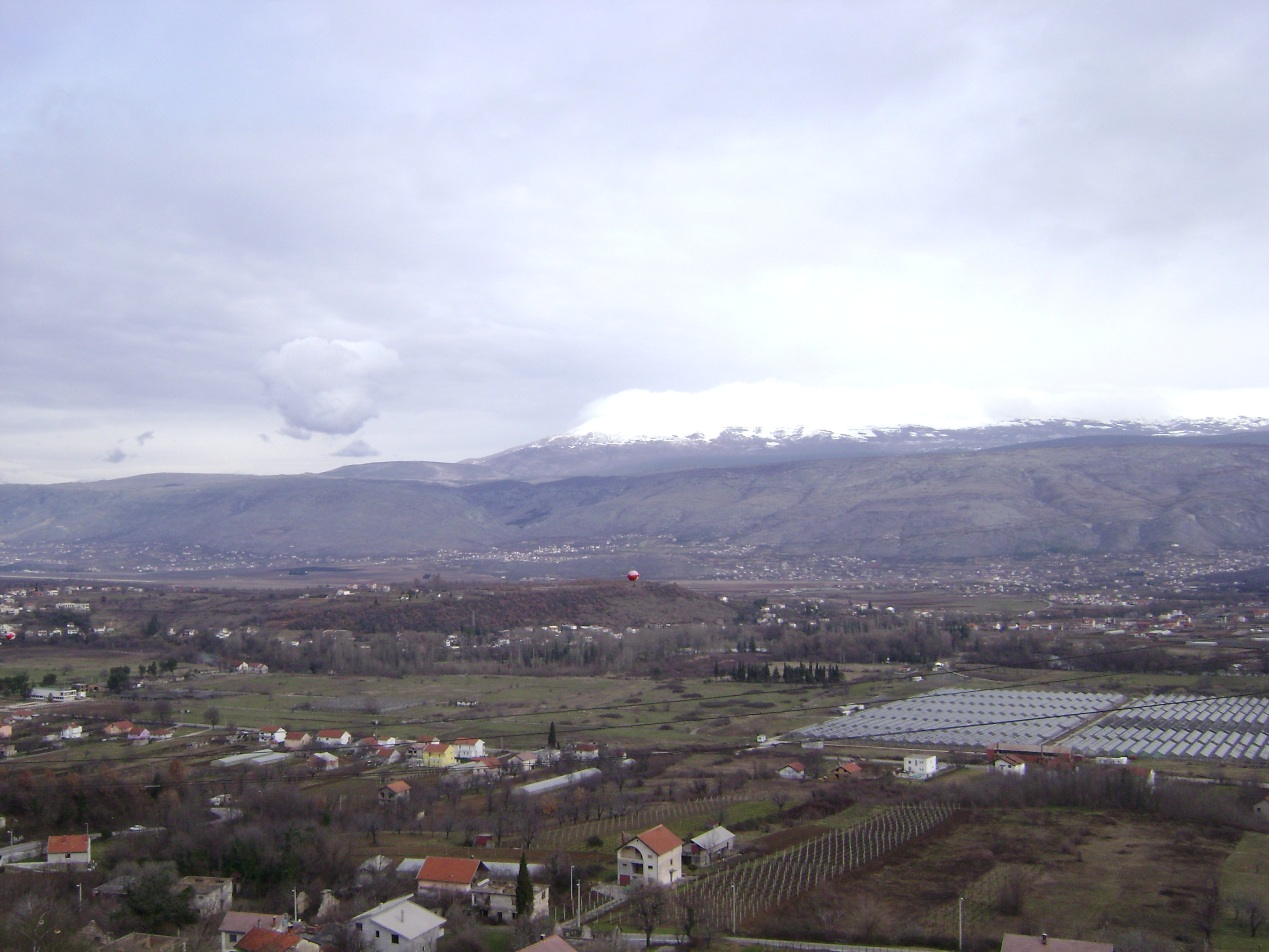
Blick auf Gnojnice und einen Teil des angrenzenden Blagajs

Die serbische Besatzung dauerte bis Juni 1992 an. In der Operation „Lipanjske zore“ (deut. „Juni-Dämmerung“) wurde unter anderem auch Gnojnice durch verbündete bosnisch-kroatische Kräfte eingenommen. Die Kontrolle oblag in den folgenden Monaten dem 7. Bataillon der HVO (Hrvatsko vijeće obrane, deut. Kroatischer Verteidigungsrat), der Armee der bosnisch-herzegowinischen Kroaten. Auch wenn in den Kommandostrukturen der HVO überwiegend Kroaten waren, waren die Soldaten zu einem großen Teil auch Bosniaken – ein Phänomen typisch für diesen Teil der Herzegowina.
Am 9. Mai 1993 kam es jedoch zu einem Angriff der HVO auf die bosnische Staatsarmee (ARBiH, Armija Republike Bosne i Hercegovine, deut. Armee der Republik Bosnien und Herzegowina), in der Stadt brachen Kämpfe zwischen Bosniaken und Kroaten aus, ethnische Säuberungen begannen. Als Resultat dessen verließen bosniakische Soldaten die als feindlich perzipierte HVO, es kam zur Bildung einer neuen Brigade innerhalb der bosnischen Armee, welche von nun an auch hier operierte. Die beiden Streitkräfte bekriegen sich auch hier, die Frontlinie zwischen Kroaten und der bosnischen Armee verläuft in Gnojnice entlang einer Landstraße im Norden bis hin zum Flughafen im Süden.
Als Folge des Krieges kam es auch zu einer großen Zahl an Kriegsflüchtlingen, die nach Gnojnice kamen, wodurch sich auch die Bevölkerungsstruktur verändert hat.

## Bevölkerung
| Jahr | Einwohner |
| ---- | --------- |
| 2013 | 3637      |
| 1991 | 1028      |
| 1981 | 0794      |
| 1971 | 0413      |

## Wirtschaft und Infrastruktur

### Wirtschaft
Vor allem die Landwirtschaft spielt für Gnojnice eine große Rolle, allen voran der Weinanbau. Das größte Unternehmen aus diesem Bereich ist HEPOK Mostar.
In der neueren Zeit wird aber auch der Dienstleistungssektor immer bedeutender. Vor allem die Wirtschaftszone „Bišće polje“, an der Grenze zwischen Stadtmitte und Gnojnice gelegen, hat eine große Zahl von Firmen aus Handel, Gastronomie und Hotellerie angezogen.
Auch der hier gelegene Flughafen von Mostar ist ein wichtiger Arbeitgeber.

### Infrastruktur
Durch Gnojnice verläuft die Magistralstraße M17, die Sarajevo mit dem Neretva-Tal und Kroatien verbindet.
Die Eisenbahn Sarajevo-Ploče zieht ebenfalls durch den Ort, wenn auch sich der nächstgelegene Halt erst in Mostar selbst, etwa sieben Kilometer entfernt, befindet.
Mostarbus, das städtische Busunternehmen, unterhält mehrere Linien (Die Linien 6, 10, 12, 13, 16, 28 i 29, Stand September 2023), die Gnojnice mit Mostar und den anderen südlichen Vororten verbinden.
Was die öffentliche Infrastruktur betrifft, befindet sich in Gnojnice eine Grundschule und eine Ambulanz (in Kočine).